# 2002 AA29
2002 AA29 (o anche 2002 AA29) è un asteroide del gruppo Aten individuato nell'ambito del progetto LINEAR nel gennaio del 2002. Misura circa 60 metri ed è co-orbitante con la Terra.
La leggera differenza, circa 4 giorni, tra il periodo orbitale terrestre e dell'asteroide fa sì che 2002 AA29 transiti in prossimità della Terra approssimativamente ogni 95 anni.
Osservata dalla Terra l'orbita assume una forma spiraleggiante, nell'arco del ciclo di 95 anni il centro delle spire disegna un'orbita a ferro di cavallo. Inoltre, per effetto dell'interazione gravitazionale, le spire diventano più fitte durante i transiti in prossimità della Terra. Con una periodicità di circa 3200 anni il passaggio è molto ravvicinato e le spire sono molto più fitte tanto da far divenire 2002 AA29 un quasi-satellite della Terra per la durata di qualche decennio.
Dai calcoli fatti, l'ultima volta in cui 2002 AA29 ha raggiunto la posizione di quasi-satellite è stato attorno al 600 a.C. - 550 a.C. e la prossima sarà poco prima del 2600.
In assoluto l'ultimo passaggio ravvicinato è avvenuto l'8 gennaio 2003 quando 2002 AA29 si è portato a 5,9 Gm (all'incirca 15 volte la distanza Terra-Luna).
John Richard Gott III e Edward Belbruno hanno ipotizzato che 2002 AA29 possa essersi formato dallo scontro tra la Terra e Theia, il pianeta che, secondo la teoria dell'impatto gigante, avrebbe colliso con la Terra dando poi origine alla Luna.
Poiché la velocità di rotazione è talmente elevata che la forza centrifuga in superficie è sufficiente a vincere la velocità di fuga superficiale, si ritiene che 2002 AA29 sia un monolite.